# Steklov (cràter)
Steklov és un cràter d'impacte situat a la cara oculta de la Lluna, més enllà del terminador sud-oest. Es troba a la falda exterior de materials ejectats producte de la formació de la conca d'impacte de la Mare Orientale, just al sud-oest de l'anell dels Montes Cordillera. Al voltant d'uns quatre diàmetres de distància al sud-oest hi ha el cràter lleugerament més petit Chant.

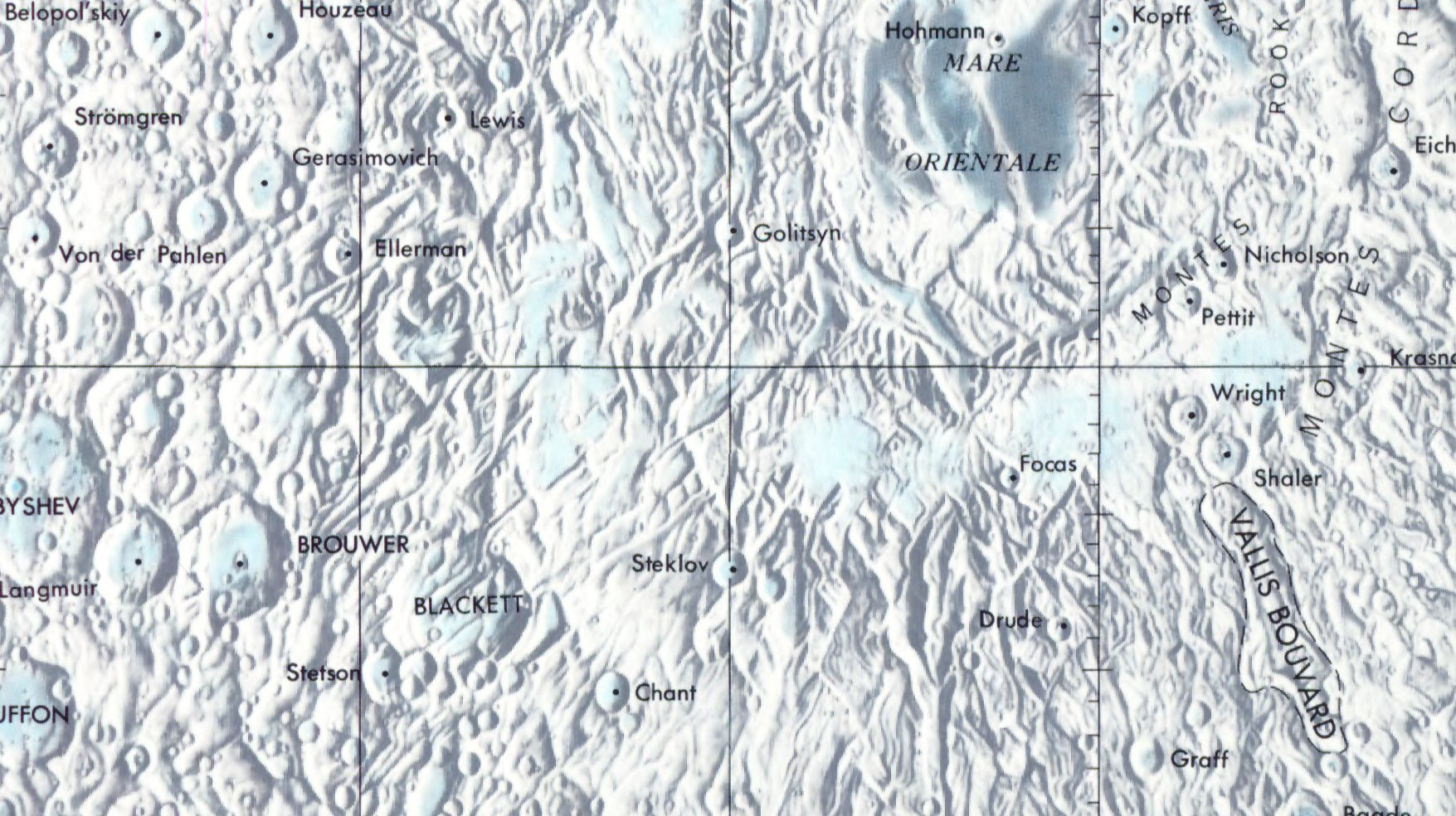
Localització de Steklov (centre inferior de la imatge)
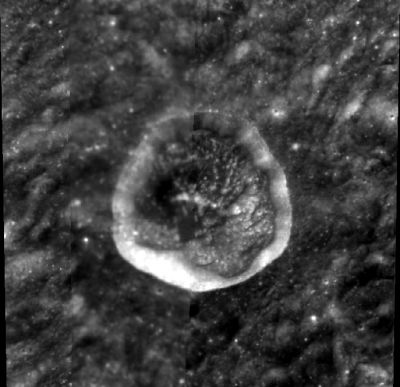
Fotografia de la missió Clementine (1994)

La vora d'aquest cràter té un perfil esmolat que no ha estat erosionat per impactes posteriors. Les parets interiors s'inclinen directament fins a assolir una plataforma interior irregular. El perímetre d'aquest cràter és aproximadament circular, encara que el seu contorn recorda lleugerament el d'una pera. No presenta impactes ressenyables al seu interior.
Aquest cràter es troba al nord-oest de la Conca Mendel-Rydberg, una depressió de 630 km d'amplada formada per un impacte durant el Període Nectarià.